# Bezirksgericht Rostock
Das Bezirksgericht Rostock war ein Bezirksgericht in der DDR mit Sitz in Rostock. Vorgänger und Nachfolger war das Landgericht Rostock.

## Geschichte
Mit dem Gerichtsverfassungsgesetz der DDR aus dem Jahr 1952 wurden die bisherigen Amtsgerichte und Landgerichte aufgelöst und auf Ebene der Bezirke neue Bezirksgerichte gebildet. Sie bestanden bis 1990. Im Bezirk Rostock wurde das Bezirksgericht Rostock mit Sitz in Rostock gebildet. 1992 erfolgte die Rückbenennung nach Landgericht Rostock. Dem Bezirksgericht Rostock waren folgende Kreisgerichte untergeordnet:
- Kreisgericht Bad Doberan
- Kreisgericht Bergen (bis zum 31. Dezember 1955)
- Kreisgericht Greifswald
- Kreisgericht Greifswald-Stadt (ab dem 1. Januar 1974)
- Kreisgericht Grevesmühlen
- Kreisgericht Grimmen
- Kreisgericht Putbus (bis zum 31. Dezember 1955)
- Kreisgericht Ribnitz-Damgarten
- Kreisgericht Rostock-Land
- Kreisgericht Rostock-Stadt
- Kreisgericht Rügen (ab dem 1. Januar 1956)
- Kreisgericht Stralsund-Land
- Kreisgericht Stralsund-Stadt
- Kreisgericht Wismar-Land
- Kreisgericht Wismar-Stadt
- Kreisgericht Wolgast

Dem Bezirksgericht Rostock übergeordnet war das Oberste Gericht der DDR. Nach dem Zusammenbruch der DDR wurde die Gerichtsstruktur in Mecklenburg-Vorpommern mit dem Gerichtsstrukturgesetz vom 19. März 1991 neu geregelt und mit dem Gesetz zur Ausführung des Gerichtsstrukturgesetzes vom 10. Juni 1992 die Gerichtssprengel bestimmt. Damit wurde die bundesdeutsche Gerichtsstruktur übernommen, das Bezirksgericht Rostock aufgehoben und das Landgericht Rostock neu geschaffen.

## Fälle
- Ravensbrück-Prozesse
- Urteil gegen Franz Günther von Stockert
- Urteil gegen Heinz Cyrus
- Urteil gegen Renate Werwigk-Schneider
- Urteil gegen Alfred Eberlein
- Urteil gegen Friedrich Karl Bauer
- Urteil gegen Friedrich Schlotterbeck
- Urteil gegen Lena Fischer

Für weitere Urteile siehe die Liste von in der DDR hingerichteten Personen

## Richter
- Gerhard Hückstädt (1991–1992)